# 陳一鶴
陳一鶴，福建福州府羅源縣（今福建省羅源縣）人，清朝政治人物、進士出身。
光緒二年，登進士，以內閣中書用。光緒十年，任內閣中書。后事不詳。